# Матіас Шандор
«Матіас Шандор» (фр. Mathias Sandorf) — квазіісторичний пригодницький роман французького письменника Жюля Верна, написаний у 1885 році. Роман оповідає про пригоди головного героя, борця за незалежність рідної Угорщини графа Матіаса Шандора.

## Історія створення роману
До розробки плану й роботи над романом Жуль Верн взявся восени 1883 року. У листі до видавця Етцеля автор повідомляв, що новий роман «буде схожим на „Графа Монте-Крісто“, але без перебільшених любовних пристрастей». В основному роман був закінчений влітку 1884 року, і тоді ж автор із сім'єю на своїй яхті «Сен-Мішель» здійснив подорож по місцях, описаних у романі — від Танжера до Мальти. За його результатами у твір було внесено уточнення і доповнення. 18 липня 1884 року видавцеві було передано перший том роману, до кінця року він отримав також другий і третій томи. Етцель попросив автора дещо змінити мотивацію головного героя, зробивши його більшою мірою борцем за справедливість, ніж месником, що й було зроблено. До 2 березня 1885 року роман був готовий. Жуль Верн присвятив його Дюма-батькові і Дюма-сину — це було перше посвячення у творах Жуля Верна.

## Публікації роману
Перша публікація роману відбулася в газеті Le Temps, з 16 червня по 20 вересня 1885 року. Окремим виданням роман спочатку був випущений у трьох книгах, перша — 27 липня, друга — 17 серпня, і третя — 26 жовтня 1885 року. 19 листопада 1885 року вийшло ілюстроване видання роману (111 ілюстрацій Леона Бенетта); це був двадцятий «здвоєний» (за обсягом — швидше «строєний») том серії «Незвичайні подорожі». Російською мовою роман уперше був надрукований у 1885 році, в журналі «Вокруг света» (переклад Є. Кисельова), і в тому ж році вийшов окремим виданням. У деяких джерелах можна зустріти згадку про те, що за мотивами роману була поставлена п'єса, прем'єра якої відбулася в театрі Амбігю-комік 26-27 листопада 1887 року. На сцені вона ставилася в 1887-88 році, її текст був опублікований окремою 112-сторінковою брошурою з 30 ілюстраціями Товариством Жуля Верна в 1992 році. Однак Жюль Верн не брав участі в її створенні, її авторами були досвідчені драматурги Вільям Бюснаш (фр. William Busnach) і Жорж Морен (фр. Georges Maurens). Публіка не оцінила вистави і її досить швидко зняли з репертуару, Жуль Верн навіть не встиг приїхати з Ам'єна на виставу.

## Сюжет роману
Події розгортаються в межах Австро-Угорської держави в другій половині XIX століття. У Трієсті двоє приятелів-авантюристів, Саркані і Зіроне, випадково перехоплюють поштового голуба з шифрованою запискою і, простеживши його подальший шлях, вираховують адресата послання. Це граф Матіас Шандор (угорською його ім'я повинне читатися Матяш Шандор), що живе в Трієсті в будинку свого друга, Ладислава Затмара. Саркані здогадується, що одержувачі зашифрованих листів займаються антидержавною діяльністю. Дійсно, разом з професором Іштваном Баторі вони є організаторами повстання, що має метою досягнення державної незалежності Угорщини. За допомоги банкіра Силаса Торонталя, який зацікавлений, щоб Матіас Шандор не забрав з його банку великий внесок готівкою, Саркані проникає в будинок Затмара як найманий обліковець, входить у довіру до господарів і, після методичних пошуків, знаходить у будинку незаперечний доказ — ключ до шифру. Внаслідок доносу, який роблять губернатору Саркані, Зіроне і Торонталь, поліція заарештовує змовників, а суд засуджує їх до смерті. Через випадковість засудженим, які очікують страти у фортеці, вдається підслухати розмову, з якої вони дізнаються особи донощиків.
У ніч перед стратою всі троє намагаються втекти, але Затмара затримують тюремники, а Баторі з Шандором стають жертвою ще одного доносу: їх видає поліції якийсь Карпа, побачивши, що втікачі сховалися у рибалки Андреа Фераті. Поранений Баторі опиняється в руках поліції, а Матіас Шандор намагається втекти вплав під обстрілом і, судячи з усього, гине в морі. Баторі і Затмара розстрілюють, донощики отримують як нагороду половину статків Матіаса Шандора; інша половина повинна дістатися дочці графа, коли вона досягне повноліття, але незабаром після подій дівчинка безслідно зникає.
Проходить 15 років. В один з європейських портів прибуває яхта доктора Антекірта, про якого вже кілька років ходять суперечливі чутки. Лише в одному сходяться всі: доктор нечувано багатий, і його життя оповите таємницею. Насправді він — Матіас Шандор, який дивом уник смерті в морі. Діставшись до суші, граф залишив Європу і вирушив на Схід, де заробив собі величезне багатство. У Середземному морі на невеликому острові Антекірта він заснував поселення для своїх однодумців, яке стало базою для подальших дій. Тепер граф повернувся, щоб помститися за себе і своїх товаришів, і вистежує своїх ворогів. Попутно граф дізнається про долю своєї доньки, яку вважав загиблою: виявляється, півторарічна дівчинка була викрадена у слуг графа, які опікали її, за наказом Силаса Торонталя. Банкір взяв Саву в свою сім'ю під виглядом власної дочки, щоб згодом, коли вона досягне повноліття, пред'явити докази її походження, відновити в правах, щоб дівчина могла успадкувати другу половину статків батька, а потім і заволодіти цими грошима. Доктор Антекірт допомагає вдові Баторі і її синові Петеру, який закоханий у Саву Торонталь, не знаючи що вона дочка Шандора. Петер стає вірним соратником доктора Антекірта у справі помсти. Незважаючи на цілу низку невдач Шандору вдається досягти своєї мети: Зіроне, який повернувся до ремесла розбійника, виявляється убитим під час сутички, а Силас Торонталь, Саркані й Карпа потрапляють до рук Матіаса Шандора і його соратників. Донощиків засуджують до смерті. Через відсутність на острові Антекірта в'язниці, засуджених в очікуванні страти поміщають на невеликому острівці, раніше замінованому для оборони від піратів. Наступної ж ночі острівець вибухає. Залишається невідомим, чи був підривний заряд приведений у дію ув'язненими навмисно, чи це сталося випадково. Роман закінчується весіллям Петера Баторі і Сави Шандор.

## Дійові особи
| Позитивні герої                      | Негативні герої |
| ------------------------------------ | --------------- |
| граф Матіас Шандор (Доктор Антекірт) | Саркані         |
| Сава Шандор (дочка)                  | Зіроне          |
| Ладислав Затмар                      | Силас Торонталь |
| Іштван Баторі                        | Карпа           |
| Пані Баторі (дружина)                | Намір           |
| Петер Баторі (син)                   | Сіді Хазам      |
| Андреа Фераті                        |                 |
| Луїджі Фераті (син)                  |                 |
| Марія Фератіи (дочка)                |                 |
| Пескад                               |                 |
| Матіфу                               |                 |
| Борік (слуга Баторі)                 |                 |

## Цікаві факти
- Присвячений автору «Графа Монте-Крісто» роман частково повторює не тільки основну фабулу роману Дюма (благородний герой мститься зрадникам), але й цілу низку сюжетних ходів: привласнення головним героєм нового імені на честь острова в Середземному морі, «помилкова» смерть і воскресіння одного з героїв, любов одного з «союзників» месника, що зв'язує його з ворожою стороною і т. д.
- Сюжет роману не зовсім точно враховує політичні реалії того часу, що склалися в Австрійській імперії. Головний герой, граф Матіас Шандор, готує антиавстрійський переворот в Угорщині в травні 1867 року. Між тим, у реальності ще в березні 1867 року було укладено австро-угорську угоду, за якою Австрійська імперія ставала дуалістичною монархією, і яку керівна еліта Угорщини в цілому вітала. У тексті роману угода взагалі не згадується, але якщо навіть допустити, що граф Шандор вирішив діяти, бувши незадоволеним її положеннями, то неясно, як він зумів заручитися підтримкою «найзнатніших вельмож Угорщини».
- Припущенням, що політичний сюжет роману є альтернативною історією, і показує, що могло б статися в 1867 році, якщо б австро-угорську угоду не було укладено, суперечить факт, що надалі у романі, як і в реальності, угорський сепаратизм пішов на спад. Можливо, в реаліях роману укладення угоди було як раз через невдалу спробу заколоту Шандора, але в тексті про це нічого не говориться. У той же час, згадується, що він та інші «політичні» потрапили під амністію, яка могла бути пов'язана саме з укладенням угоди.
- Суперечливість політичного сюжету підтверджує і той факт, що, перетворившись на доктора Антекірта, Шандор стає абсолютно байдужим до ідеї визволення Угорщини. В новому образі він зосереджений тільки на помсті ворогам, а також розвитку власної колонії. Можливо, ці розбіжності пояснюються тим, що Верн «посилював» політичну складову роману за рекомендаціями Етцеля, вносячи сюжетні правки.
- В оригіналі багато героїв роману носять імена не угорського і взагалі неясного походження (плутанина з іноземними іменами — загальна проблема багатьох романів Верна). В угорському і російському перекладі частина імен була адаптована (зокрема, головний герой в оригіналі носив «німецьке» прізвище Зандорф, у перекладі став Шандор, однак в Угорщині це не прізвище, а особове ім'я).

## Географічні об'єкти
Жюль Верн у своєму романі використовує назви різних географічних та історичних об'єктів:
- Іллірія;
- Триполітанія;
- Сицилія;
- Австрійський Ллойд[ru];
- Св. Юст[ru];
- Мадяри;
- Трансільванія;

## Екранізація
Роман був екранізований двічі — в 1962 (Франція-Італія-Іспанія) і в 1979 (Угорщина-Франція-Італія-ФРН). В останній кіноверсії відбулися деякі зміни, порівняно з оригіналом: зокрема, натякається на єврейське походження одного з негативних героїв, банкіра Торонталя, якого перейменували на Шимона Торонталя; граф Сатмар отримав ім'я Іштван (в оригіналі носить ім'я Ладислав, що в Угорщині не вживається, замість нього використовується аналогічне за походженням ім'я Ласло). Разом з тим, у німецькій версії даного телесеріалу збережені оригінальні імена з роману Верна.